# 米哈伊·安东内斯库
米哈伊·安东内斯库（羅馬尼亞語：Mihai Antonescu，1904年11月18日—1946年6月1日），罗马尼亚政治家，曾在第二次世界大战期间担任罗马尼亚副首相、罗马尼亚外交大臣及国家宣传部部长，1946年作为战犯被处决。